# 阿道夫·博姆

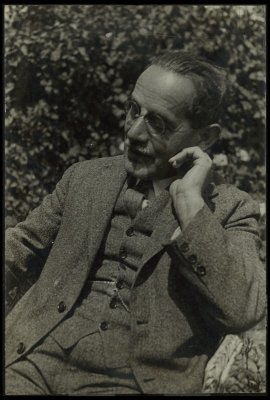
阿道夫·博姆

阿道夫·博姆（意第绪语：אַדאָלף בעהם，希伯来语：אדולף ביהם，1873年1月20日—1941年4月4日）是一位生于波希米亞王國的錫安主義史学家、领袖人物。他最后于1941年死于纳粹强制安乐死项目（T-4行动）。

## 生平
阿道夫·博姆一家都是被同化了的犹太人。在很小的时候，博姆就随家人迁居维也纳，其父在当地创办了纺织厂，生意很好，还让儿子进入自家企业工作。博姆曾积极参与社会主义组织奥地利费边社的活动，但在1905年转向锡安主义。
1906年，博姆在克拉科夫参加了奥地利锡安主义者会议；1907年，他又在海牙参加了国际锡安主义代表大会。同年，他來到巴勒斯坦，回来后当上了锡安主义总委员会、维也纳犹太社区（Israelitische Kultusgemeinde Wien）以及犹太国家基金三组织的委员会成员。
1941年4月4日，博姆在哈特海姆灭杀中心遇害。他的妻子奥尔加·博姆（Olga Böhm）则于1942年被驱逐进了特莱西恩施塔特犹太人区，于1944年在奥斯威辛集中营遇难。夫妇的两个孩子逃到了北美和澳大利亚。